# Stagonolepis
Stagonolepis var ett släkte arkosaurier som levde under slutet trias. Fossil från Stagonolepis har påträffats i Skottland, Polen, Tyskland och USA.
Stagnolepis blev omkring tre meter lång. De var långsamma växtätare med ett tjockt pansar av benplattor för att skydda sig mot rovdjur. Huvudet var endast 25 centimeter långt. Främre delen av käken saknade tänder med platta tänder bak i munnen för att tugga växtdelar. Nosen var platt och liknade ett tryne.